# NGC 4846
NGC 4846 este o galaxie seyfert de tip 2⁠(d) situată în constelația Câinii de Vânătoare. A fost descoperită în 11 martie 1831 de către John Herschel. Se află la o distanță de 68,41 de megaparseci de Pământ.